# Mike Weinberg
Michael Andrew Weinberg (ur. 16 lutego 1993 w Los Angeles) – amerykański aktor dziecięcy, występował w takich filmach jak Upiorny dom czy Kevin sam w domu 4.
Jego rodzice – Larry Weinberg i Dana Gindoff – mają jeszcze jednego syna, Matta Weinberga, który także jest aktorem. Mike występował w serialu Siódme niebo jako syn Wilsona Westa, Billy, a także z filmu Kevin sam w domu 4, odtwarzając główną rolę.
W 2006 roku zrezygnował z aktorstwa.

## Filmografia

### Filmy
- Upiorny dom (2000) jako dziecko
- Życie jak dom (2001) jako Adam
- Project Greenlight (2001) jako on sam
- Skradzione lato (2002) jako Danny Jacobsen
- Kevin sam w domu 4 (2002) jako Kevin McCallister

### Seriale
- Siódme niebo jako Billy West
- Potyczki Amy jako Ted Lawler
- Cień anioła jako Jude Thatcher
- Hoży doktorzy jako Tyler
- Nie ma to jak hotel jako Theo Cavanaugh
- Power Rangers: Operacja Overdrive